# Petronix Védők - Akcióra fel!
A Petronix Védők - Akcióra fel! egy francia animációs sorozat 2022-ből, amelyet Eric Gosselet és François Reczulski rendezett. A zene a Kirosen-től származik. A sorozatot Franciaországban az M6 Kids és a Gulli, Németországban pedig a Super RTL-n lehetett látni először. Oroszországban a Karusel sugározta. A sorozat francia premierje 2022.08.27-én volt az M6 Kids-en, brit premierje pedig 2022.09.01-én volt a Tiny Popon, ill. 10.15-én az amerikai Discovery Family-n, illetve novemberben a latin-amerikai és brazil Discovery Kidsen. A sorozat magyar premierje 2023.07.25. és 2023.08.29. között zajlott, a sorozatot az M2 gyerekcsatorna adta. 2024.02.27-e és 2024.03.21-e, valamint 2024.06.28-a és 2024.08.02-a között az M2 gyerekcsatorna újra leadta a sorozatot.

## Karakterek

### Petronix Védők
- Matt (magyar hangja: Baráth István): a Petronix Védők csapatkapitánya, barna tüskés hajú és kék szemű. Bordó színű blúzot és türkizkék színű mellényt, valamint kék színű nadrágot és piros-fehér színű cipőt visel. Akciós ruhája pirosas-sárgás, piros fülekkel a tetején.
- Kuty-E: Matt hím robotkutyája, aki pirosat és sárgát visel, sárga szemekkel, fekete alapon.
- Jia (magyar hangja: Koller Virág): az energetikus, sápadt bőrű, aki fekete tüskés hajat és barna szemet visel. Blúza sárga-fekete, sárga alappal, valamint fekete ujjakkal. Pirosas-feketés kockás szoknyát is visel. Akciós ruhája sárgás zöldes, a füleknél madárszárnyak rajzolódnak ki. Bebizonyosodott róla, hogy jól tud rockot játszani gitárján, ami miatt egyszer meg is sérült.
- Paul-E: Jia hím robotmadara, aki sárgát és zöldet visel, sárga szemet, ugyancsak fekete alapon. Köztudott róla, hogy sokat fecseg.
- Emma (magyar hangja: Pekár Adrienn): aki a lágy szívű, könnyen el tudják ragadtatni őt a cuki állatok. Világosbarna hajat visel (ami két copfba van kötve alul) és zöld szemű. Lila színű blúza, valamint kék színű pántos nadrágja van. Akciós ruhája lila és rózsaszínű, lila macskafülekkel a tetején.
- Cicus: aki elégge agilis megjelenésű, lilát visel, lila szemekkel, fekete alapon. Ő Emma nőstény robotmacskája.
- Tim (magyar hangja: Czető Ádám): aki eléggé okos ahhoz, hogy érdekességeket tudjon mondani az állatokról. Sötét bőrű, fekete, rövid hajú és mogyoróbarna szemű. Kék színű pólóinget visel fehér gallérral, valamint barna színű nadrágot és sárga cipőt. Akciós ruhája türkiz színű, a füleknél teknősfülekre hasonlító dolog található. Ő az egyetlen, aki szemüveges.
- Tek-E: Tim imádnivaló nőstény robotteknőce, aki aqua és fehér színű, aqua színű szemet visel, fekete alapon.

### Ellenségek
- Danny McCsap (magyar hangja: Maday Gábor): egy felnőtt férfi, akinek célja az, hogy a kiválasztott állatokat a saját állatkertjébe vigye. Szőke tüskés hajú, szakállat visel. Kalapja is van. Segítői a bolondos fivérek, Mo és Jo.
- A Porondmester: egy fiatal bűvészlány, aki állatkája, Barney segítségével az állatokat arra használja, hogy bűvészmutatványokat mutasson be saját cirkuszában. Kék hajú, ami be van fonva, és elől egy tincs lila színű.
- Makrancos hercegnő: egy kényes kislány, aki az állatokat arra használja, hogy kielégítse saját igényeit, bele sem gondolva annak veszélyére. Segítője egy robot, Peeves.

### Egyéb
- Mrs. Doodlewitz: a hőseink tanító nénije.

## Évadok
A sorozatnak jelenleg 1 évada van.

## Epizódok
A sorozat jelenleg 52, egyenként 11 perces epizódokból áll:
| Magyar cím                | Forgatókönyv                                        | Storyboard                       | Angol cím                              | Francia cím                               | Magyar premier dátuma |
| ------------------------- | --------------------------------------------------- | -------------------------------- | -------------------------------------- | ----------------------------------------- | --------------------- |
| Szurikátacsapatmentés     | Ashley Mendoza                                      | Yannick Zanchetta                | Mission: Meerkat Mob Rescue            | Mission : S.O.S. Suricate                 | 2023.07.25.           |
| Császárpingvinmentés      | Ashley Mendoza, Justine Cheynet                     | Jonathan Buisson                 | Mission: Emperor Penguin Rescue        | Mission : S.O.S. Manchot Empereur         | 2023.07.25.           |
| Kaméleonmentés            | Ashley Mendoza, Justine Cheynet                     | Eddie Mehong                     | Mission: Chameleon Rescue              | Mission : S.O.S. Caméléon                 | 2023.07.26.           |
| Hermelinmentés            | Lisa Kohn, Ashley Mendoza                           | Jonathan Buisson                 | Mission: Ermine Rescue                 | Mission : S.O.S. Hermine                  | 2023.07.26.           |
| Menyétmentés              | Ashley Mendoza, Fabienne Bouville                   | Yannick Zanchetta                | Mission: Mustela Rescue                | Mission : S.O.S. Belette                  | 2023.07.27.           |
| Pingvinkolóniamentés      | Jess Kedward, Kirsty Peart                          | Yannick Zanchetta                | Mission: Penguin Colony Rescue         | Mission : S.O.S. Colonie de Manchots      | 2023.07.27.           |
| Oroszlánmentés            | Ashley Mendoza                                      | Yannick Zanchetta                | Mission: Lion Rescue                   | Mission : S.O.S. Lion                     | 2023.07.28.           |
| Husky-kutyamentés         | Jess Kedward, Kirsty Peart                          | Emmanuel Temps                   | Mission: Husky Dog Rescue              | Mission : S.O.S. Husky de Sibérie         | 2023.07.28.           |
| Zebramentés               | Ashley Mendoza                                      | Max Maleo, Yannick Zanchetta     | Mission: Zebra Rescue                  | Mission : S.O.S. Zèbre                    | 2023.07.31.           |
| Karibumentés              | Ashley Mendoza, Liam Farrell                        | Emmanuel Temps                   | Mission: Caribou Rescue                | Mission : S.O.S. Caribou                  | 2023.07.31.           |
| Grönlandi fókamentés      | Lisa Kohn                                           | Morade Rahni                     | Mission: Harp Seal Rescue              | Mission : S.O.S. Phoque du Grœnland       | 2023.08.01.           |
| Gepárdmentés              | Lisa Akhurst, Ashley Mendoza                        | Emmanuel Temps                   | Mission: Cheetah Rescue                | Mission : S.O.S. Guépard                  | 2023.08.01.           |
| Hóbagolymentés            | Tim Bain                                            | Morade Rahni                     | Mission: Snowy Owl Rescue              | Mission : S.O.S. Chouette Harfang         | 2023.08.02.           |
| Arapapagájmentés          | Ashley Mendoza, Elizabeth Schub Kamir               | Yannick Zanchetta                | Mission: Macaw Rescue                  | Mission : S.O.S. Ara Bleu                 | 2023.08.02.           |
| Hópárducmentés            | Liam Farrell                                        | Alexandre Hesse                  | Mission: Snow Leopard Rescue           | Mission : S.O.S. Léopard des Neiges       | 2023.08.03.           |
| Rozsdafoltos macskamentés | Tim Bain                                            | Emilie Nakhle                    | Mission: Rusty Spotted Cat Rescue      | Mission : S.O.S. Chat Rubigineux          | 2023.08.03.           |
| Nyúlmentés                | Ashley Mendoza, Justine Cheynet                     | Yannick Zanchetta                | Mission: Rabbit Rescue                 | Mission : S.O.S. Lapin                    | 2023.08.04.           |
| Keselyűmentés             | Ashley Mendoza, Augustin Mas, Elizabeth Schub Kamir | Thomas Delache                   | Mission: Condor Rescue                 | Mission : S.O.S. Condor des Andes         | 2023.08.04.           |
| Rókakölyökmentés          | Ashley Mendoza, Elizabeth Schub Kamir               | Emilie Nakhle                    | Mission: Fox Pup Rescue                | Mission : S.O.S Renard Roux               | 2023.08.07.           |
| Csuklyásmajommentés       | Ashley Mendoza                                      | Morade Rahni                     | Mission: Capuchin Monkey Rescue        | Mission : S.O.S. Singe Capucin            | 2023.08.07.           |
| Lámamentés                | Elizabeth Schub Kamir                               | Thomas Delache                   | Mission: Llama Rescue                  | Mission : S.O.S. Lama                     | 2023.08.08.           |
| Jegesmedvementés          | Robert Vargas                                       | Elise Neau                       | Mission: Polar Bear Rescue             | Mission : S.O.S. Ours Polaire             | 2023.08.08.           |
| Pápaszemes medvementés    | Ashley Mendoza, Fabienne Bouville                   | Emilie Nakhle                    | Mission: Andean Bear Rescue            | Mission : S.O.S. Ours à Lunettes          | 2023.08.09.           |
| Farkaskölyökmentés        | Ashley Mendoza, Augustin Mas, Justine Cheynet       | Kevin Langouët                   | Mission: Wolf Pup Rescue               | Mission: S.O.S. Louveteau                 | 2023.08.09.           |
| Lemúrmentés               | John McNulty                                        | Elise Neau                       | Mission: Lemur Rescue                  | Mission : S.O.S. Lémurien                 | 2023.08.10.           |
| Gorillamentés             | Augustin Mas                                        | Kevin Langouët, Olivier Poirette | Mission: Gorilla Rescue                | Mission : S.O.S. Gorille                  | 2023.08.10.           |
| Varacskosdisznómentés     | Ashley Mendoza                                      | Kevin Langouët                   | Mission: Warthog Rescue                | Mission : S.O.S. Phacochère               | 2023.08.11.           |
| Elefántcsaládmentés       | Lisa Akhurst                                        | Eddie Mehong, François Dufour    | Mission: Elephant Family Rescue        | Mission : S.O.S. Famille d'Éléphants      | 2023.08.11.           |
| Koalamentés               | Eric Noto, Marine Piffeteau                         | Jordi Valbuena Hernandez         | Mission: Koala Rescue                  | Mission : S.O.S. Koala                    | 2023.08.14.           |
| Dupla zebramentés         | Elizabeth Schub Kamir                               | Thomas Delache                   | Mission: Double Zebra Rescue           | Mission : S.O.S. Double Zèbre             | 2023.08.14.           |
| Karvalymentés             | Jerome Lefévère, Tom Gobart                         | Thomas Delache                   | Mission: Chinese Sparrowhawk Rescue    | Mission : S.O.S. Épervier                 | 2023.08.15.           |
| Makimentés                | Elizabeth Schub Kamir                               | Alexandre Hesse                  | Mission: Bush Baby Rescue              | Mission : S.O.S. Galago                   | 2023.08.15.           |
| Kiselefántmentés          | Robert Vargas                                       | François Dufour                  | Mission: Baby Elephant Rescue          | Mission : S.O.S. Éléphant de Savane       | 2023.08.16.           |
| Kék pávamentés            | Jerome Lefévère, Tom Gobart                         | François Dufour, Norman Leblanc  | Mission: Blue Peacock Rescue           | Mission : S.O.S. Paon Bleu                | 2023.08.16.           |
| Csincsillamentés          | Dominique Latil, Elise Neau                         | Mission: Chinchilla Rescue       | Mission : S.O.S. Chinchilla            | 2023.08.17.                               |                       |
| Éneklőkutyamentés         | Eddy Fluchon                                        | Elise Neau                       | Mission: Singing Dog Rescue            | Mission : S.O.S. Chien Chanteur           | 2023.08.17.           |
| Flamingómentés            | Hadrien Krasker, Mathieu Bouckenhove                | Elise Neau                       | Mission: Pink Flamingo Rescue          | Mission : S.O.S. Flamant Rose             | 2023.08.18.           |
| Extrém gepárdmentés       | Elizabeth Schub Kamir                               | Kevin Langouët                   | Mission: Cheetah Extreme Rescue        | Mission : S.O.S. Guépard du Sahara        | 2023.08.18.           |
| Vörös óriáskengurumentés  | Dominique Latil                                     | Agathe Capin                     | Mission: Red Kangaroo Rescue           | Mission : S.O.S. Kangourou                | 2023.08.21.           |
| Borzas gödénymentés       | Jérôme Erbin                                        | Kevin Langouët                   | Mission: Dalmatian Pelican Rescue      | Mission : S.O.S. Pélican Frisé            | 2023.08.21.           |
| Panamai békamentés        | Hadrien Krasker, Mathieu Bouckenhove                | Elise Neau                       | Mission: Golden Frog Rescue            | Mission : S.O.S. Grenouille Dorée         | 2023.08.22.           |
| Mosómedvementés           | Eddy Fluchon                                        | Thomas Delache                   | Mission: Raccoon Rescue                | Mission : S.O.S. Raton Laveur             | 2023.08.22.           |
| Foltos hiénamentés        | Hadrien Krasker, Mathieu Bouckenhove                | Elise Neau, François Dufour      | Mission: Spotted Hyena Rescue          | Mission : S.O.S. Hyène Tachetée           | 2023.08.23.           |
| Leguánmentés              | Pierre Legois                                       | Thomas Delache                   | Mission: Iguana Rescue                 | Mission : S.O.S. Iguane                   | 2023.08.23.           |
| Lajhármentés              | Jérôme Erbin                                        | François Reczulski               | Mission: Sloth Rescue                  | Mission : S.O.S. Paresseux                | 2023.08.24.           |
| Törpepapagájmentés        | Eric Noto, Marine Piffeteau                         | Emmanuel Temps                   | Mission: Lovebirds Rescue              | Mission : S.O.S. Les Inséparables         | 2023.08.24.           |
| Orrszarvúmentés           | John McNulty                                        | Alexandre Temple                 | Mission: Rhino Rescue                  | Mission : S.O.S. Rhinocéros               | 2023.08.25.           |
| Paul-E-mentés             | Jérôme Erbin                                        | Olivier Ducrest                  | Mission: Paul-E Rescue                 | Mission : S.O.S. Paul-E                   | 2023.08.25.           |
| Sivatagi rókamentés       | Juliette Rose, Léa Lespagnol                        | Marc Perret                      | Mission: Fennec Rescue                 | Mission : S.O.S. Fennec                   | 2023.08.28.           |
| Jávorszarvasmentés        | Elizabeth Schub Kamir                               | Alexandre Temple                 | Mission: Moose Rescue                  | Mission : S.O.S. Élan                     | 2023.08.28.           |
| Repülőmókusmentés 1. rész | Pierre Legois                                       | Elise Neau                       | Mission: Flying Squirrel Rescue Part 1 | Mission : S.O.S. Écureuil Volant Partie 1 | 2023.08.29.           |
| Repülőmókusmentés 2. rész | Pierre Legois                                       | Elise Neau                       | Mission: Flying Squirrel Rescue Part 2 | Mission : S.O.S. Écureuil Volant Partie 2 | 2023.08.29.           |

## Szinkron - műszaki személyzet
- Szerkesztő: Kőfaragó Katalin
- Magyar szöveg: Prigler Vivien és Bajcsy Noémi
- Hangmérnök: Pozsgai Apollónia és Hiszeni Dominik
- Vágó: Fábián Tibor
- Gyártásvezető: Miklós Kíra
- Szinkronrendező: Martin Adél
- A szinkront a Masterfilm Digital készítette